# Coxlodge
Coxlodge är en ort i distriktet Newcastle upon Tyne, i grevskapet Tyne and Wear, i England. Coxlodge var en civil parish 1866–1908 när blev den en del av Gosforth. Civil parish hade 7 767 invånare år 1901.